# Lou Bega

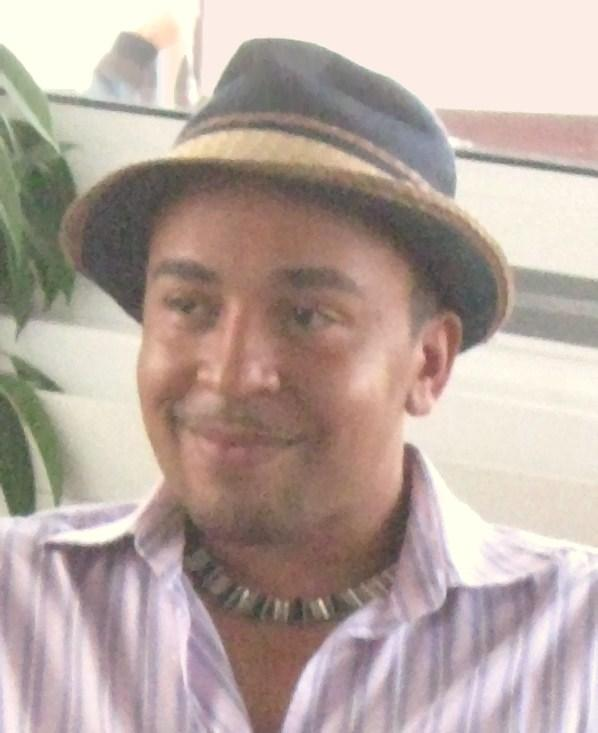
Lou Bega

David Lubega (poreclit Lou Bega) (n. 13 aprilie 1975 în München, Germania de Vest) este un cântăreț german de gen latino-pop cunoscut datorită piesei sale Mambo No.5 din anul 1999.